# Юліан Климків
Юліан Климків (англ. Julian Klymkiw, нар. 16 липня 1933, Вінніпег) — канадський хокеїст, що грав на позиції воротаря.

## Ігрова кар'єра
Професійну хокейну кар'єру розпочав 1953 року.
Усю професійну клубну ігрову кар'єру, що тривала 13 років, провів у клубах хокейних ліг ІХЛ та ЗХЛ. У складі команди НХЛ «Нью-Йорк Рейнджерс» відіграв один матч у сезоні 1958–59 проти «Детройт Ред Вінгз», поступились «червоним крилам» 0-3. Дві шайби пропустив Юліан.